# 芸術法
芸術法（げいじゅつほう、Art Law、Droit Art）は、芸術・文化分野を規律する法の総称。

## 概要
「芸術法」は、固有の法律の名称ではない。狭義では美術、広義ではクリエイティブ産業における取引慣習や裁判例等における法律判断を含めた法体系を指す、主として講学上の用語である。詳しくは#定義を参照。
"芸術"（音楽、映画、演劇、文学 etc.）は広義の "Art"に含まれるが、伝統的に芸術法(Art Law)は美術(fine art そして／または視覚美術 visual arts)に関するものと定義されてきた。さらに、芸術法は文化財法（文化遺産法）の分野と密接に関連しており、しばしば重なっている。
ジュネーブ大学の芸術法ページの記述によると、

過去30年にわたるアートマーケットと文化振興の異常な拡大によって、美術品と文化財の国際取引が増加し、そこで発生した数多くの法的な問題から、芸術法機関における専門家のニーズが示された。
芸術と文化の分野では固有の法的問題が生じ、芸術法は専門法分野になりつつある。芸術法は創造、展示、複製、貿易ならびに収蔵、美術品の所有権および文化財に関する領域全体をカバーする。また芸術法は国際法（公法および私法）、所有権、著作権、保険、通関あるいは課税といった多様な領域をカバーする。

とされている。
日本で「芸術法」という言葉を著書に用いている学者・実務家は少ないが、国際的にはArt Law（フランス語においてはDroit Art）またはArt and Law (Droit & Art)として通用している。「エンターテインメント法 (Entertainment Law)」 と重なるものの、美術品・文化財を中心とした分野であり、非商業分野や、表現の自由・人格権などの要素が強い。さらに広義には、クリエイターが関わる労働法分野を含める場合もある。また、arts policyと同様に、国家が関与する文化政策についての法・制度の総称を指す場合もある。
古くは表現の自由、著作権法等の知的財産権の問題や、作家の契約問題、盗難美術品や贋作の問題が中心であったが、近年では、文化政策（文化行政）との関連で、公共政策学との連携の必要性も指摘されている。さらに、インターネットの普及とデジタル作品の増加により、情報法・政策学や情報文化論とも重なってきている。
アートマーケットが確立している国には芸術法分野の法律家が必要となるため、米国ではハーバード大学やコロンビア大学ではロースクールにおいてこれらの科目が開講されている。
日本では、法科大学院で芸術法科目を開講している大学はないが、エンターテイメント法の実務家のニーズが徐々に増加していることに伴って、芸術法のうち商業的分野に限れば、実務経験を持つ法律家は徐々に増えているとみられる。
クリエイターやクリエイティブ産業、文化イベントのマネージャー等にとっても芸術法を学ぶ必要性は高く、欧米におけるアート・デザインの専門教育コースでは必ずといっていいほど提供されている。
しかし日本の美大や専門学校等ではそれほど重視されているとは言えない。東京藝術大学、武蔵野美術大学、日本大学芸術学部、デジタルハリウッド大学等において芸術法科目が開講されている。また、人文系の学部の一部では、博物館学芸員科目として開講されている。その他、文化政策に関連する法の講座が、静岡文化芸術大学等で開講されている。

## 定義
ジョージタウン大学法律図書館の芸術法リファレンスページの記述によると。

芸術法は複数の法学分野にまたがった学際的な分野である。Robert C. Lind, Robert M. Jarvis & Marilyn E. Phelan, Art and Museum Law (2002)の定義によれば、

芸術法は、一言で言えば、アートに関する多くのこと、例えば保護、規制、創造、利用およびマーケティングに関する法的な事柄を含む分野の名称である。芸術法は法学的に独立した分野ではなく、またアートの世界が直面している問題のすべてに適用される統一的な法学理論でもない。芸術法の実務に携わる者は、クライアントの利益を保護するために様々なルール、例えば知的財産、契約、憲法、不法行為、税金、商法、国際法などの分野を用いる。これらの法的原則のいくつかは米国全土で適用され、それ以外は各州の法律の発展に応じて変化している。アートの創造、販売、収集、展示は、法令、条例、規制、条約や判例法によって、徐々に専門的な法律上の扱いを受けるようになってきている。
研究と実践の領域としての芸術法の発展について、詳しくは、Stephen E.Weilの「はじめに："芸術法"についての一考察（1981）」を参照のこと。

## その他
現代美術作品の中には、芸術法をテーマとした作品も存在する。